# Ruben De Gendt
Ruben De Gendt (Gent, 9 april 1987) is een Belgisch lichtgewicht roeier.
De Gendt is aangesloten bij de Koninklijke Roeivereniging Sport Gent (KRSG). In 2012 behaalde hij zijn diploma huisarts. Hij behaalde meer dan 20 Belgische titels te Hazewinkel. Zijn voorlopig laatste titel is de lichte 8 met stuurman in 2011, die al voor het 10 jaar op rij naar KRSG ging. Deze lichte 8 is in 2012 ongeslagen op Belgische water, inclusief in de open categorie.
De Gendt maakte deel uit van de Belgische 8+JM die de Coupe de la Jeunesse in 2003 won. Deze ploeg bestond uit: Stijn Cornelis (TRT), Ruben De Gendt (KRSG), Alexander Koch (KRSG), Hannes De Reu (GRS), Benoit Janssens (RARC-KAWV), François Libois (UNL), Winther Degrauwe (RARC-KAWV), Gilles Huyghebaert (CRB) en stuurman Kenneth De Vlieger (GRS). Het is de enige maal in de geschiedenis van de Coupe de la Jeunesse dat een Belgische combinatie de JM8+ won. Met een tijd van 5:51.74 roeiden zij tijdens de CdlJ2003 ook een nationaal baanrecord voor junioren in Hazewinkel.
Naast het roeien is De Gendt actief in triatlon.
Internationaal palmares:
| Jaar | Wedstrijd                  | Categorie | Klassement | Locatie             |
| ---- | -------------------------- | --------- | ---------- | ------------------- |
| 2010 | World Cup II               | 1XLM      | 18         | München, Duitsland  |
| 2010 | World Cup III              | 1xLM      | 27         | Luzern, Zwitserland |
| 2009 | World Cup II               | 4-LM      | 10         | München, Duitsland  |
| 2009 | World Cup III              | 4-LM      | 11         | Lucerne             |
| 2009 | World Championships        | 4-LM      | 15         | Poznan, Poland      |
| 2008 | U23 World Championships    | 4-LMB     | 6          | Brandenburg         |
| 2007 | U23 World Championships    | 4xLMB     | 7          | Strathclyde         |
| 2007 | European Championships     | 4-LM      | 8          | Poznan              |
| 2006 | U23 World Championships    | 2-LMB     | 7          | Hazewinkel          |
| 2006 | World Championships        | 2-LM      | 13         | Eton                |
| 2005 | Junior World Championships | 4xJM      | 15         | Brandenburg         |
| 2004 | Junior World Championships | 4-JM      | 12         | Banyoles            |
| 2003 | Coupe de la Jeunesse       | 8+JM      | Goud       | Hazewinkel          |